# Hasania El-Azar
Hasania El-Azar (7 de marzo de 1985) es una deportista marroquí que compitió en judo. Ganó una medalla de bronce en el Campeonato Africano de Judo de 2008 en la categoría de –70 kg.

## Palmarés internacional
| Campeonato Africano | Campeonato Africano | Campeonato Africano | Campeonato Africano |
| Año                 | Lugar               | Medalla             | Categoría           |
| ------------------- | ------------------- | ------------------- | ------------------- |
| 2008                | Agadir (Marruecos)  | Medalla de bronce   | –70 kg              |